# Nina Grieg
Nina Grieg (nascida Hagerup; Bergen, 24 de novembro de 1845 – Copenhague, 3 de dezembro de 1935) foi uma soprano lírico, pianista e professora de canto dinamarco-norueguesa.

## Início de vida e família
Nina Hagerup nasceu em 24 de novembro de 1845 em Bergen, Noruega. Era filha do controlador de malte Herman Didrik Hagerup, e de Louise Adeline Werligh Falck, atriz de ascendência dinamarquesa. Também era neta do escrivão diocesano Edvard Hagerup.
Durante a infância, costumava participar de eventos culturais de sua cidade natal, incluindo as sociedades musicais de sua tia Gesine Grieg, renomada pianista e mãe de Edvard Grieg.
Aos oito anos de idade, mudou-se com seus pais para a Dinamarca, onde passou a receber aulas de canto e piano. Iniciou sua carreira como cantora em 1864, e ficou noiva do compositor norueguês Edvard Grieg no mesmo ano.
Era prima de primeiro grau de Edvard Grieg, com quem casou-se em 11 de junho de 1867. No ano seguinte, em 10 de abril de 1868, o casal deu à luz a filha, Alexandra, que morreu aos 18 meses de idade, devido à encefalite ou meningite.

## Carreira
Tornou-se conhecida como intérprete e pianista das composições de seu marido, o qual acompanhou em diversas turnês na Europa. As apresentações, geralmente, recebiam críticas positivas, principalmente de seu marido, que considerava a esposa a melhor intérprete de suas composições.
O casal realizou performances para as famílias reais norueguesa e sueca, para o príncipe de Gales e, além disso, para a rainha Vitória do Reino Unido e alguns membros de sua corte. No entanto, um dos cortesãos de Vitória chamou seu canto de "passée".
Foi também muito solicitada como professora de canto, principalmente pelo dom de transmitir aos alunos as intenções do compositor em suas composições, e também por sua excelente interpretação.
Seu marido não queria que ela atuasse de forma independente como cantora, expressando pesar por essa atitude em seus últimos anos.
Se destacou como solista em Elias de Felix Mendelssohn na orquestra Musikselskabet Harmonien, posteriormente conhecida como Orquestra Filarmônica de Bergen, em 1866.  Também apresentou-se com outros compositores noruegueses, entre os quais Halfdan Kjerulf, Rikard Nordraak, Agathe Backer Grøndahl e Christian Sinding.  O compositor inglês Frederick Delius dedicou dois conjuntos de canções a ela nos anos de 1888 a 1890.
Nina Grieg nunca gravou profissionalmente, mas duas gravações amadoras feitas em cilindros fonográficos foram preservadas (em péssimas condições) e publicadas pelo selo Simax.

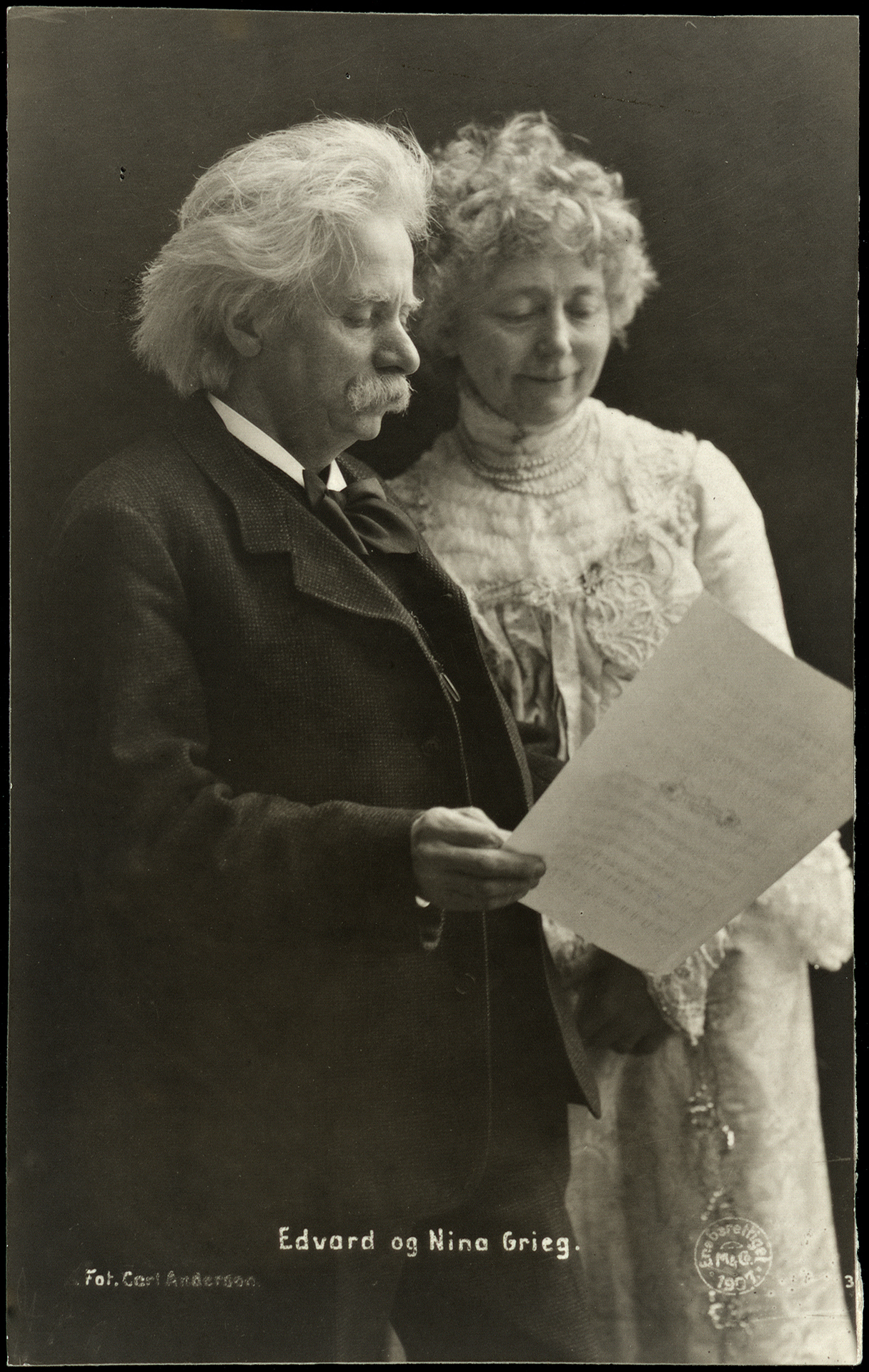
Edvard e Nina Grieg

## Anos posteriores e morte
Após a morte de seu marido, em 1907, mudou-se novamente para a Dinamarca, dessa vez com sua irmã mais velha Antonie Hagerup. Em Copenhague, ela frequentou uma igreja unitarista.
Em 1919, devido à problemas financeiros causados pela Primeira Guerra Mundial, vendeu sua antiga residência em Bergen, Trouldhagen, para o cônsul Joachim Grieg. Os móveis e outros objetos foram leiloados e o túmulo de seu marido e a casa dos compositores também foram removidos. Anos depois, em 1928, após todos os itens da casa serem recuperados, a antiga residência do casal, Trouldhagen, tornou-se um museu, dedicado à preservação das informações sobre a vida e obra de Edvard Grieg.
Nos últimos anos de sua vida, Nina Grieg, que sofria de problemas de visão por muito tempo, ficou quase cega. Também sofria de uma doença renal.
Nina Grieg morreu em 3 de dezembro de 1935, aos 90 anos, em Copenhague, Dinamarca. Ela foi cremada e suas cinzas foram colocadas junto às cinzas de seu marido em uma tumba na montanha próxima à Troldhaugen, em Bergen, onde o casal compartilhou uma casa durante a maior parte de seus anos de casados.